# Roland Scheerer
Roland Scheerer (* 1974 in Essen) ist ein deutscher Gymnasiallehrer, Schriftsteller, Poetry-Slammer und Fotograf aus Wolnzach im Landkreis Pfaffenhofen.

## Leben
Roland Scheerer verbrachte seine Kindheit in der oberbayerischen Hallertau. Nach seinem Schulabschluss studierte er in Regensburg, Warschau und München in den Bereichen Germanistik, Geschichte und slawische Sprachen. Während dieser Zeit gründete er zusammen mit anderen Studenten die Literaturzeitschrift Der Salamander. Heute lebt Scheerer mit seiner Familie in Wolnzach (Oberbayern). Er arbeitet als Lehrer am Schyren-Gymnasium Pfaffenhofen und ist Mitglied der erweiterten Schulleitung.

## Werke
- 2010: Die Ilm-Tagebücher: Gedichte, edition Lichtung, ISBN 978-3-929517-90-3
- 2013: Die Welt ohne Bleiziffer, Roman, edition Lichtung, ISBN 978-3-941306-06-6

## Auszeichnungen
- 2003: Bayerisch-schwäbischer Literaturpreis
- 2005: Erster Preis bei Europa schreibt
- 2017: Hauptpreis beim Vierter Gautinger Literaturwettbewerb[3]